# Симеон (имя)
Симео́н (ивр. שִׁמְעוֹן‎, Шимон — «услышанный») — распространённое библейское имя еврейского происхождения. Из носивших его лиц наиболее известны:

## Библейские персонажи
- Симеон (Шимон) сын Иакова — один из сыновей Иакова (от Лии), родоначальник одного из колен израилевых (Симеонова колена, жившего с коленом Иуды на юге Ханаана). По библейскому изображению, это был человек жестокий: вместе с Левием он произвёл страшное избиение сихемлян в отмщение за бесчестие своей сестры Дины Быт. 34:25, 26), чем навлёк на себя укор даже со стороны отца своего Иакова (ст. 30). Происшедшее от него колено получило в удел юго-западную часть Ханаана. Оно никогда не играло выдающейся роли в истории еврейского народа и постепенно смешалось с соседними племенами.
- Симеон Богоприимец — житель Иерусалима, благочестивый праведник, которому выпало на долю воспринять в храме младенца Иисуса, там произнёсший благословения, от которых происходит знаменитая песнь «Ныне отпущаеши раба Твоего Владыко» (Лк. 2:29-32). Память его чтится православной церковью 3 февраля.

## Святые
- Симеон, сын Клеопы также известный как Симон (ум. ок. 107 года) — апостол от семидесяти, второй епископ Иерусалима после смерти своего брата Иакова. При императоре Траяне, в возрасте 120 лет, распят на кресте.
- Симеон Столпник — сириец, родившийся в 390 году. Был сначала пастухом, затем монахом и наконец отшельником. Чтобы уже́ на земле приблизиться по возможности к небу, Симеон изобрёл особенный род умерщвления плоти и стал жить на столбе в 36 локтей вышины и в 2 локтя ширины. Умер в 459 году. Пример его нашёл множество подражателей. См. Zingerle, «Leben und Wirken des heil. Simeon» (Инсбр., 1855 г.)
- Симеон Новый Богослов (ок.949 — 1022) — преподобный, византийский подвижник, мистик и писатель.
- Симеон Трирский (X век — 1035) — византийский монах, закончивший жизнь затворником.
- Симеон Мироточивый (1114—1200) — преподобный, сербский великий князь, отец святого Саввы, основоположик сербского монастыря Студеница, и устроитель афонского монастыря Хиландар.
- Симеон Новгородский (1415—1421) — архиепископ Новгородский, почитается в лике святых. До избрания на кафедру носил имя Самсона. В целях примирения карелов с норвежцами и для распространения христианства среди язычников предпринимал поездки на север. Содействовал заключению мира с Ливонией. Отличался красноречием; сохранилось несколько его проповедей. См. Тихомиров, «Кафедра Новгородских святителей» (Новгород, 1891 год).
- Симеон Верхотурский (Симеон Меркушинский; ок. 1607—1642) — святой Русской православной церкви, почитается в лике праведных. Почитается как небесный покровитель уральской земли.
- Симеон Иргенский (ум. 1656—1662) — воин из отряда воеводы Афанасия Пашкова, замученный им 1656—1662 годы в Иргенском остроге. Почитается в Русской православной церкви как мученик.

## Религиозные деятели
- Симеон Полоцкий (1629—1680) — монах, духовный писатель, богослов, поэт, один из предводителей «латинского» направления в просвещении и богословии в Москве в половине XVII.
- Симеон (Крылов-Платонов) (1771—1824) — в миру Савва Крылов-Платонов — архиепископ Ярославский, духовный писатель. Образование получил в Московской духовной академии, в которой впоследствии был ректором, после чего был епископом тульским, черниговским, и архиепископом тверским и ярославским. Главные его сочинения: «Вечерние беседы в хижине, или наставления престарелого отца детям» (М., 1799; второе издание М., 1807) и «Слова», изданные уже́ после его смерти (М., 1827).
- Симеон (Лаптев) (1895—1954) — видный старообрядческий писатель часовенного согласия, настоятель скитов в Колыванской тайге и на Среднем Енисее.
- Симеон (Линьков) (1836—1899) — епископ Орловский и Севский, а с 1889 — епископ Минский и Туровский.
- Симеон — архиепископ Сибирский и Тобольский

## Правители
- Симеон I Великий (864 (?) — 927) — царь Болгарии (c 893). воспитывался в Константинополе и получил блестящее образование. Вступил на престол в 885 году. Царствование Симеона ознаменовалось полным развитием болгарского могущества; Византия была ограничена Константинополем и его окрестностями, Сербия подчинилась Болгарии на вассалльном основании, Македония, Фракия, Валахия, территории современной Венгрии, Румынии и Греция составляли болгарские провинции. Время Симеона отличается и расцветом болгарской литературы и просвещения.
- Симеон Гордый (1317—1353) — сын Ивана Даниловича Калиты, великий князь московский с 1340 по 1353 г.
- Симеон Бекбулатович (до крещения Саин Булат) (ум. 1616) — касимовский хан, номинальный царь и великий князь всея Руси (1575—1576).

## Производные фамилии
В разных странах имеются фамилии, являющимися производными от данного имени: в России — Симонов, Семёнов, а также Шамионов у татар ; в Белоруссии — Шимонов; на Украине — Семенчук, Семененко; в немецкоговорящих странах — Сименс (нем. Siemens); в англоязычных странах — Симмонс (англ. Simmons) и т. д.